# Oppach
Oppach (alt sòrab: Wopaka) és un municipi alemany que pertany a l'estat de Saxònia. Limita a l'est amb Neusalza-Spremberg i al nord amb Flößchen.

## Evolució demogràfica
| Any  | Població |
| 1834 | 1.914    |
| 1871 | 2.633    |
| 1890 | 2.766    |
| 1910 | 2.952    |
| 1925 | 2.977    |
| 1939 | 3.250    |
| 1946 | 3.987    |
| 1950 | 4.276    |
| 1964 | 3.938    |
| 1990 | 3.256    |
| 2000 | 3.203    |
| 2007 | 2.986    |